# Volkmarsen
Volkmarsen är en stad i Landkreis Waldeck-Frankenberg, Hessen. Orten har en areal på 67 km², en befolkning med cirka 7 000invånare.
Den tidigare kommunen Ehringen uppgick i Volkmarsen 1 februari 1971 följt av Herbsen, Hörle, Külte und Lütersheim 1 augusti 1972.